# Tomasz Safjański
Tomasz Safjański (ur. 8 marca 1975 w Mińsku Mazowieckim) – polski policjant, profesor uczelni, doktor habilitowany nauk o bezpieczeństwie,  doktor nauk prawnych, specjalista w zakresie taktyki kryminalistycznej oraz zwalczania przestępczości transgranicznej, biegły sądowy z zakresu ochrony informacji.  Prezes Stowarzyszenia Taktyków Kryminalistyki z siedzibą w Warszawie, członek Polskiego Towarzystwa Kryminalistycznego, recenzent projektów badawczych Narodowego Centrum Badań i Rozwoju w zakresie kryminalistyki, ekspert zewnętrzny Europejskiego Trybunału Obrachunkowego w Luksemburgu, komentator wydarzeń związanych z działaniem służb mundurowychoraz egzekwowaniem prawa. Ekspert panelu prawników Rzeczpospolita (gazeta). Zastępca dyrektora Centrum Badań nad Bezpieczeństwem Transgranicznym Akademii WSB.

## Życiorys
W roku 1998  uzyskał tytuł zawodowy oficera dyplomowanego Policji w Wyższej Szkole Policji w Szczytnie wraz z wyróżnieniem jako prymus roku (summa cum laude). W roku 2000 ukończył uzupełniające studia magisterskie z zakresu administracji na Wydziale Zarządzania i Administracji Uniwersytetu Warmińsko-Mazurskiego w Olsztynie, a w roku 2003 uzupełniające studia magisterskie z zakresu prawa na  Wydziale Prawa i Administracji Uniwersytetu Warmińsko-Mazurskiego w Olsztynie. W roku 2012 uzyskał stopień  doktora nauk prawnych w dyscyplinie kryminalistyka nadany uchwałą Rady Naukowej Instytutu Prawa Karnego Wydziału Prawa i Administracji Uniwersytetu Warszawskiego  w następstwie publicznej obrony rozprawy doktorskiej pt. „Skuteczność Europolu w zakresie działań operacyjnych”. W roku 2023  na Akademii WSB na podstawie dorobku naukowego oraz rozprawy pt. „Tak zwany Interpol – studium uwarunkowań skuteczności zwalczania przestępczości transgranicznej i terroryzmu w ramach globalnej współpracy policyjnej” uzyskał  stopień doktora habilitowanego w dyscyplinie nauki o bezpieczeństwie. Autor ponad 190 publikacji naukowych z zakresu nauk o bezpieczeństwie i nauk prawnych.
W latach 1994–2013  pełnił służbę w  Policji (m.in.: Komenda Stołeczna Policji, Centralne Biuro Śledcze KGP, zastępca dyrektora Biura Wywiadu Kryminalnego KGP, dyrektor krajowego biura Interpolu, szef krajowej jednostki Europolu). Jako wiceszef logistyki Policji odpowiadał za proces wymiany umundurowania oraz przygotowania Policji do Euro 2012.
W latach 2009–2010 naczelnik wydziału w Departamencie Bezpieczeństwa Publicznego MSWiA.
Założyciel - w latach 2009 -2013 wiceprezes - Stowarzyszenia Historycznego Na Posterunku.
W latach 2009–2012 był zaangażowany w realizację procesu dydaktycznego na rzecz Instytutu Nauk Społecznych Wydziału Bezpieczeństwa Wewnętrznego i Administracji Wyższej Szkoły Policji w Szczytnie - prowadzenie zajęć dydaktycznych dla kadry kierowniczej Policji z zakresu wybranych aspektów kierowania jednostką Policji.
W latach 2013–2018 dyrektor ds. bezpieczeństwa prawnego w Kancelarii Bezpieczeństwa Rapacki i Wspólnicy.
W latach 2013–2016 na WSPiA Rzeszowska Szkoła Wyższa wypromował 40 magistrów i 21 licencjatów.
W latach 2015–2016  wykładowca na Studiach Podyplomowych „Kryminologiczne, wiktymologiczne i społeczno-kulturowe aspekty migracji i handlu ludźmi” zorganizowanych przez Ośrodek Badań Handlu Ludźmi Uniwersytetu Warszawskiego.
W latach 2017–2025 ekspert w osiemnastu reportażach dziennikarskiego programu śledczego Superwizjer
W latach  2020-2021 wykonawca międzynarodowego projektu badawczego współfinansowanego przez Komisję Unii Europejskiej nt. Illicit firearms trafficking and gun violence in Europe (Project TARGET). Celem projektu było poznanie skali i dokonanie charakterystyki aktów przemocy popełnionej z użyciem broni palnej w Europie oraz uchwycenia związków pomiędzy przemocą z użyciem broni palnej a nielegalnym handlem bronią. Projekt koordynowany był przez Flemish Peace Institute.
W latach 2020–2021 konsultant audytu Europejskiego Trybunału Obrachunkowego w Luksemburgu ukierunkowanego na ocenę zdolności agencji UE do przeciwdziałania nielegalnej imigracji.
W latach 2018–2022 biegły sądowy z zakresu ochrony tajemnicy przedsiębiorstwa oraz tajemnicy zakładowej przy Sądzie Okręgowym w Warszawie.
Laureat w XXIV Edycji Konkursu Polskiego Towarzystwa Kryminalistycznego im. Prof. Tadeusza Hanauska Na Pracę Roku z Dziedziny Kryminalistyki w kategorii monografie za prace: ,,Antykryminalistyka -taktyka i technika działań kontrwykrywczych” (wraz z Piotr Chlebowicz i Paweł Łabuz) oraz "Czynności operacyjno-rozpoznawcze polskich służb ochrony prawa w prawie krajowym i międzynarodowym" (wraz z Jacek Kudła i Paweł Łabuz).
Laureat w XXV Edycji Konkursu Polskiego Towarzystwa Kryminalistycznego im. Prof. Tadeusza Hanauska Na Pracę Roku z Dziedziny Kryminalistyki w kategorii monografie za prace: "Tak zwany Interpol. Studium uwarunkowań skuteczności zwalczania przestępczości transgranicznej i terroryzmu w ramach globalnej współpracy policyjnej" oraz ""Wywiad i analityka w biznesie. Prawne i praktyczne aspekty biznesowej analizy wywiadowczej" (wraz z Piotr Herman i Paweł Łabuz).
Drugie miejsce w Konkursie - pod patronatem  Rektora Uniwersytetu w Siedlcach - Polskiego  Towarzystwa Nauk o Bezpieczeństwie na najlepszą monografię i artykuł naukowy z zakresu nauk o bezpieczeństwie wydane w latach 2020-2024 za monografię "Tak zwany Interpol – studium uwarunkowań skuteczności zwalczania przestępczości transgranicznej i terroryzmu w ramach globalnej współpracy policyjnej (Siedlce, kwiecień 2025).
Prowadził wykłady na uczelniach zagranicznych, w tym  dla słuchaczy Odeskiego Państwowego Uniwersytetu Spraw Wewnętrznych (Ukraina) oraz  słuchaczy Ateneo de Manila University (Filipiny).

## Odznaczenia
Odznaczony:  Brązowym Krzyżem Zasługi (2014),  Brązową Odznaką Zasłużony Policjant(2005), Medalem Za Zasługi dla Warszawskiego Stowarzyszenia Rodzina Policyjna 1939 (2009), Złotą Odznaką Zasłużony Policjant (2010), Medalem Pro Memoria (2010), Medalem Brązowym za Długoletnią Służbę(2011), Złoty Medal Opiekuna Miejsc Pamięci Narodowej (2012), Medalem Pro Patria (2012), Medalem Błogosławionego ks. Jerzego Popiełuszki (2014).